# HIFK (football)
Maillots
Dernière mise à jour : 23 février 2025.
Le HIFK Fotboll ou HIFK Helsinki est un club de football finlandais basé à Helsinki.

## Historique

### Histoire
L'Idrottsföreningen Kamraterna, Helsingfors (HIFK) est fondé dès 1897 mais ce n'est en 1907 qu'est créée une section football. Son nom est en suédois et Helsingfors est le nom suédois d'Helsinki.
Le HIFK Helsinki a remporté à sept reprises le championnat de Finlande (en 1930, 1931, 1933, 1937, 1947, 1959, 1961), il a disputé par ailleurs 29 saisons en Veikkausliiga. Il a atteint une seule fois la finale de la Coupe de Finlande (en 1959). 
Après 43 ans d'absence dans l'élite du football finlandais, le HIFK Helsinki revient en Veikkausliiga pour la saison 2015.

### Dates importantes
- 1897 : Fondation du club
- 1960 : 1re participation à une Coupe d'Europe (C1, saison 1960/61)

## Bilan sportif

### Palmarès
- Championnat de Finlande (7)
  - Champion : 1930, 1931, 1933, 1937, 1947, 1959 et 1961
  - Vice-champion : 1909, 1912, 1928, 1929, 1934, 1935 et 1971

- Championnat de Finlande de D2
  - Champion : 1946, 1957, 2014 et 2018
  - Vice-champion : 1950 et 1969

- Coupe de Finlande
  - Finaliste : 1959

### Bilan européen
| Saison    | Compétition               | Tour                | Club           | Domicile | Extérieur | Total |
| --------- | ------------------------- | ------------------- | -------------- | -------- | --------- | ----- |
| 1960-1961 | Coupe des clubs champions | Tour préliminaire   | IFK Malmö      | 1 - 3    | 1 - 2     | 2 - 5 |
| 1962-1963 | Coupe des clubs champions | Seizièmes de finale | Austria Vienne | 0 - 2    | 3 - 5     | 3 - 7 |
| 1971-1972 | Coupe UEFA                | Premier tour        | Rosenborg BK   | 0 - 1    | 0 - 3     | 0 - 4 |

Légende
- Victoire ou qualification pour le tour suivant.
- Match nul.
- Défaite ou élimination de la compétition.

## Personnalités historiques

### Joueurs emblématiques
Mikael Forssell